# Almstedt
Almstedt est une commune allemande de l'arrondissement de Hildesheim, Land de Basse-Saxe.

## Géographie
Almstedt se situe au sud de la forêt de Hildesheim, entre le parc naturel de Weserbergland Schaumburg-Hameln à l'ouest et le Harz au sud-est. La commune est traversée par l'Alme, un affluent du Riehe.
| Sibbesse  | Diekholzen |                  |
| Westfeld  | Neuhof     | Bad Salzdetfurth |
| Adenstedt |            | Sehlem           |

Almstedt est composé des quartiers d'Almstedt et de Segeste, fusionné en 1974.

## Histoire
Almstedt est mentionné pour la première fois en 1151. Le nom vient de la rivière qui le traverse. En revanche, l'origine du nom de Segeste, mentionnée en 845 sous le nom de "Seguti", n'est pas claire. À cette époque, l'abbaye de Corvey possède vingt-quatre acres. Un rapport avec Segestes, le chef des Chérusques, est souvent supposé. En 1020, Segeste est mentionné comme "Segate".
La ligne d'Elze à Bodenburg (un quartier de Bad Salzdetfurth) est ouverte en 1901 et est interrompue en 1966 pour les passagers et en 1974 pour le fret.

## Source, notes et références
- (de) Cet article est partiellement ou en totalité issu de l’article de Wikipédia en allemand intitulé « Almstedt » (voir la liste des auteurs).